# 파이퍼 맥켄지 해리스
파이퍼 맥켄지 해리스(Piper Mackenzie Harris, 2000년 1월 26일 ~ )는 미국의 배우, 텔레비전 배우, 모델, 영화배우이다.
텍사스주에서 태어났다.

## 영화
- R.I.P.D. : 알.아이.피.디. (2013년)
- 라모너 앤 비저스 (2010년)
- G-포스: 기니피그 특공대 (2009년) - 페니 역
- 블론드 앰비션 (2007년)